# Octoblepharum depressum
Octoblepharum depressum är en bladmossart som beskrevs av C. Müller 1900. Octoblepharum depressum ingår i släktet Octoblepharum och familjen Dicranaceae. Inga underarter finns listade i Catalogue of Life.